# François Édouard Raynal
François-Édouard Raynal est un navigateur, écrivain et fonctionnaire français, né le 8 juillet 1830 à Moissac et mort le 28 avril 1898, à Valence-d'Agen. Il est l'auteur du récit autobiographique Les Naufragés, ou Vingt mois sur un récif des îles Auckland.

## Éléments biographiques
À la suite de la ruine de son père juriste, en 1844, François-Édouard Raynal exerce divers métiers : mousse sur un trois-mâts, embarqué à Bordeaux, régisseur de plantation à l'île Maurice à 19 ans, chercheur d'or en Australie à 22 ans. Il navigue pendant vingt-trois ans sur les mers australes, puis, de retour en France, devient fonctionnaire aux impôts.
En 1869, le récit autobiographique de son naufrage aux îles Auckland est publié dans Le Tour du monde (livraisons 496, 497 et 498). Les Naufragés, ou Vingt mois sur un récif des îles Auckland relate l'expédition infructueuse du Grafton parti de Sydney pour l'île Campbell avec cinq hommes à bord, le naufrage sur les îles Auckland, la survie de l'équipage pendant vingt mois sur une terre inhabitée et subantarctique puis, finalement, le retour en Nouvelle-Zélande sur une embarcation de fortune.

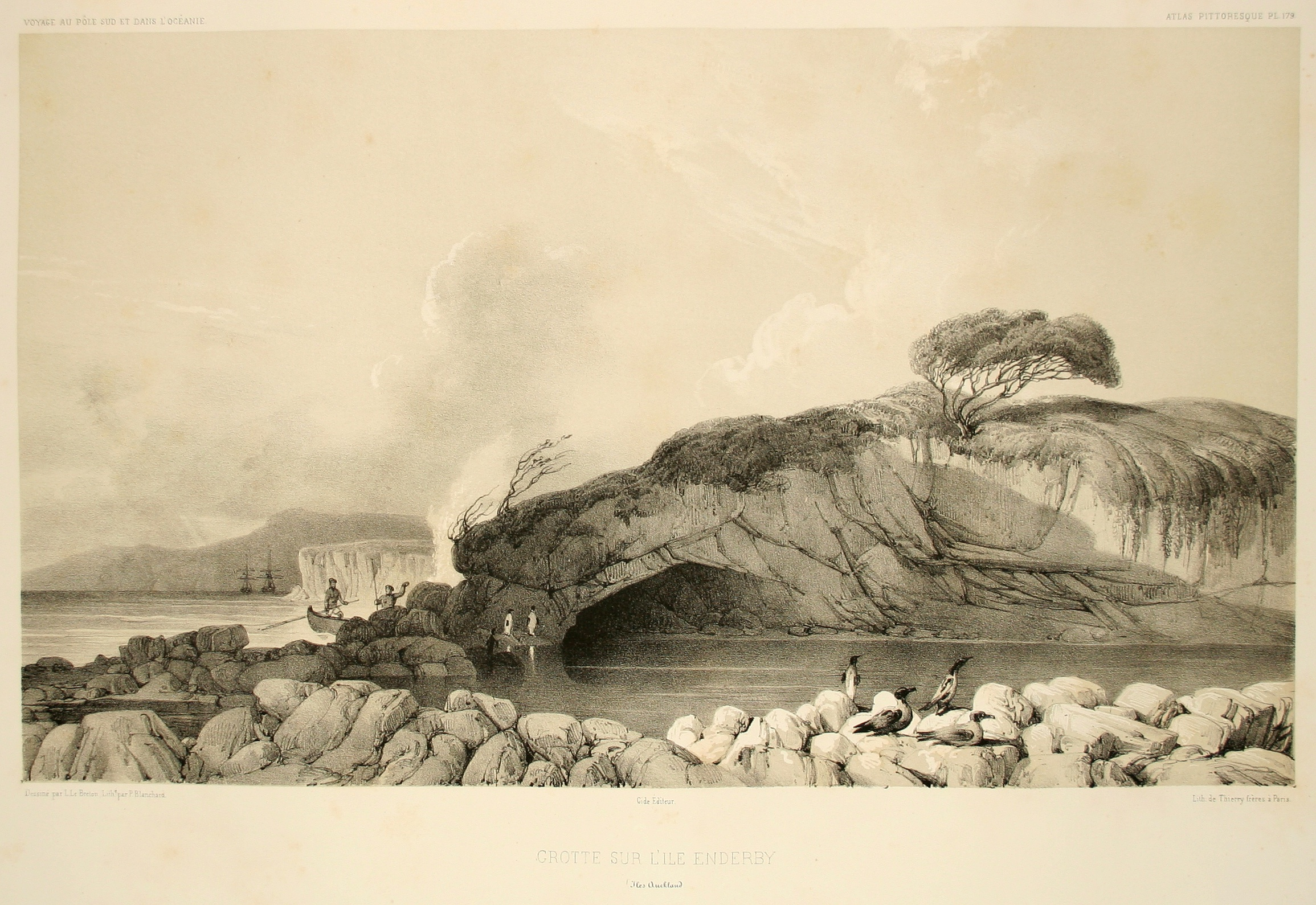
Grotte sur l'île Enderby. Atlas pittoresque, planche 179, de Jules Dumont d'Urville (1846).

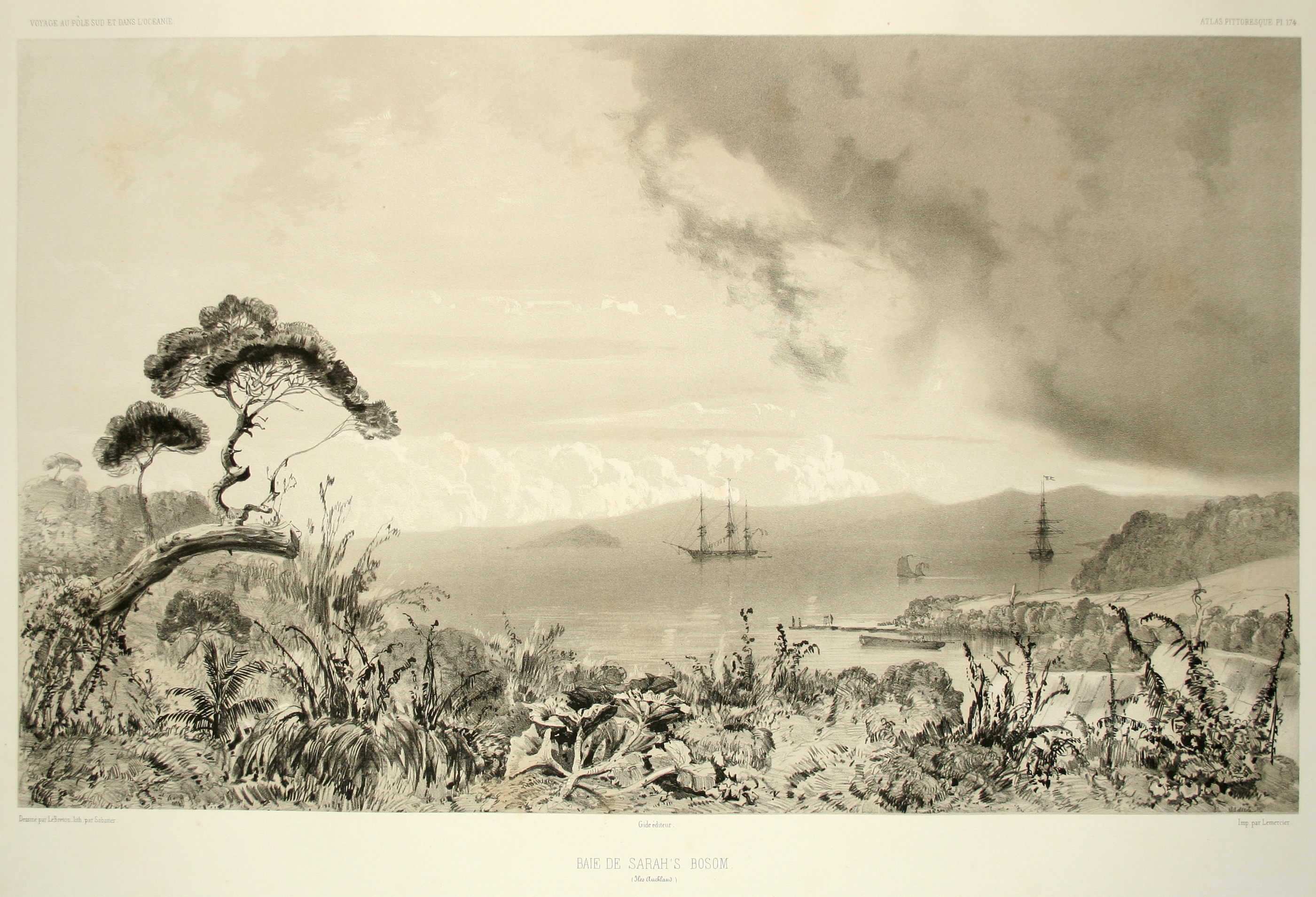
Baie Sarah's Bosom. Atlas pittoresque, planche 174, de Jules Dumont d'Urville (1846).

## Vingt mois aux îles Auckland

### Le naufrage duGrafton
Le navire de 80 tonnes quitte Sydney le 12 novembre 1863. L'expédition à l'île Campbell ayant été infructueuse : ni mine d'étain, ni beaucoup de phoques, la goélette Grafton fait route vers les îles Auckland. Le Grafton entre dans le détroit des îles Auckland (Motu Maha) au nord de l'île Adams le 31 décembre 1863 et fait naufrage dans le fjord Nord de Carnlet Harbour dans la principale île du groupe, le 3 janvier 1864.
Dans la nuit du 2 au 3 janvier 1864, la goélette est drossée contre les rochers de l'île Auckland, à quelque 465 km au Sud de la Nouvelle-Zélande. Les cinq hommes réussissent à atteindre la terre ferme et à récupérer quelques objets et un canot. Ils savent qu'ils ne peuvent espérer de secours avant plusieurs mois. Dans cette perspective, ils construisent une cabane capable de résister aux ouragans de la zone subantarctique et ils se nourrissent de lions de mer et d'un peu de gibier d'eau. Ils rédigent un règlement, véritable constitution inscrite sur la Bible du capitaine du bateau, Thomas Musgrave. François-Édouard Raynal, qui a été chercheur d'or pendant onze ans en Australie, possède une solide expérience de la survie. Il réussit à fabriquer du ciment avec des coquillages, du savon et même des bottes et des vêtements en tannant des peaux de phoque.
À la même période, l’Invercauld, un trois-mâts écossais, y fait naufrage le 11 mai 1864 (trois des 25 personnes du bord ne sont sauvées par le brick espagnol Julian qu'en 1865, il les conduira à Valparaiso) et le Général Grant en mai 1866 (25 membres d'équipage et 58 passagers, dix survivants sont ramenés par le Amherst en novembre 1867). Les marins de l'Invercauld n'ont jamais rencontré ceux du Grafton dont le naufrage a eu lieu quatre mois avant. D'autres naufrages eurent lieu sur ces îles.

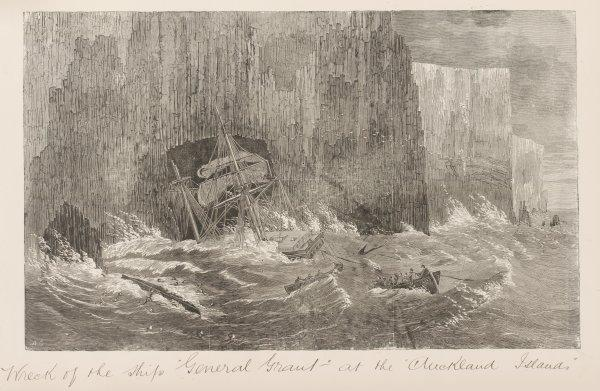
Le naufrage du General-Grant par Frederick Grosse (1828-1894), National Library of Australia.

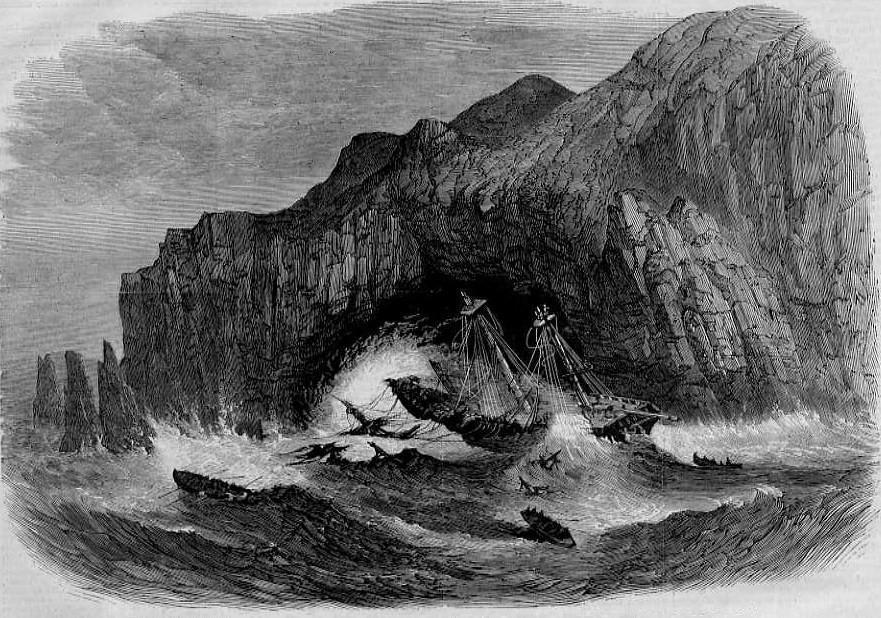
Gravure sur bois du naufrage du General-Grant, Harper's Weekly, 1868.

### La vie sur l'île d'Auckland:Epigwait
Le capitaine anglais Thomas Musgrave, le marin norvégien de 28 ans Alexandre McLaren (Alick), le marin anglais George Harris (20 ans), le cuisinier portugais Henri Forgés (23 ans) et l'auteur installent une hutte qu'ils baptisent d'un nom indien, Epigwait, dans le Carnley Harbour, non loin du lieu du naufrage.
L'essentiel de leur approvisionnement a été fourni par la colonie de lions de mer. Leur présence ou absence saisonnière décidait des périodes d'abondance ou de disette. Le récit se termine par quelques pages annexes d'une description des mœurs de ces animaux. Le menu des naufragés se complète d'oiseaux, de moules et de quelques poissons. Peu d'espèces végétales des îles subantarctiques sont comestibles.

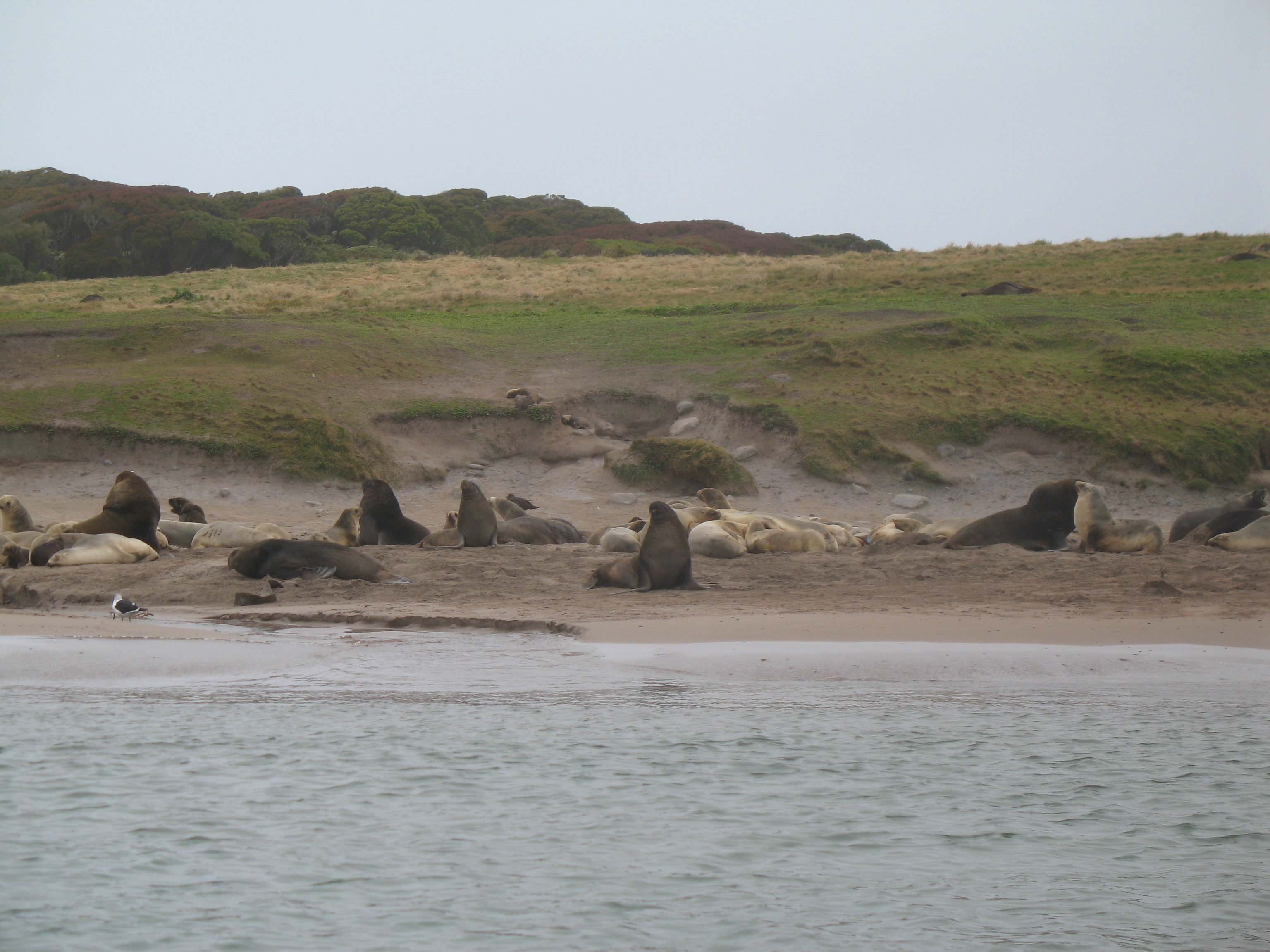
Lion de mer de Nouvelle-Zélande (Phocarctos hookeri), île d'Enderby.
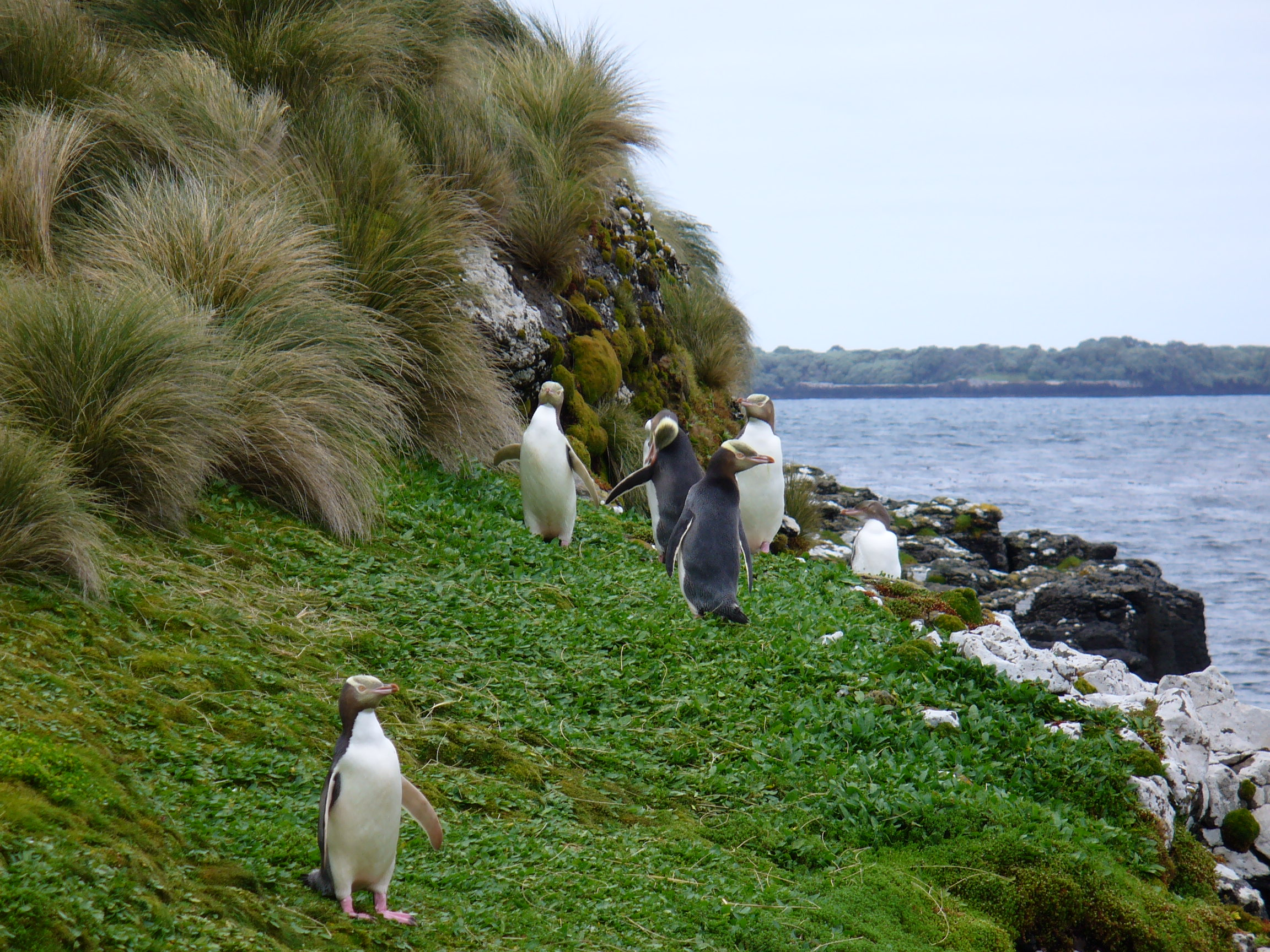
Manchot antipode (Megadyptes antipodes) des îles Auckland.
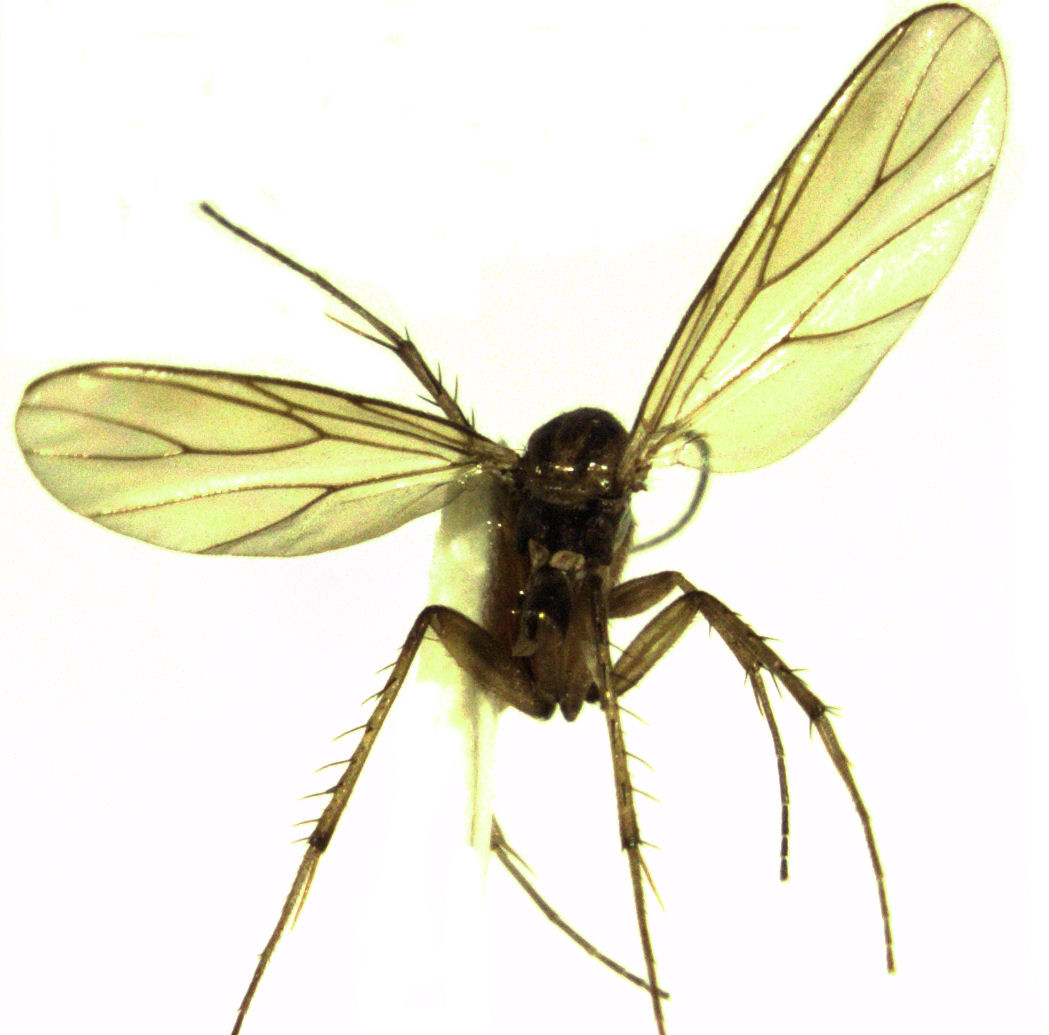
F.-E. Raynal évoque les peines que font endurer aux naufragés les insectes de l'archipel, en particulier les mouches noires ; Anomalomyia (en) guttata, de l'île Adams.
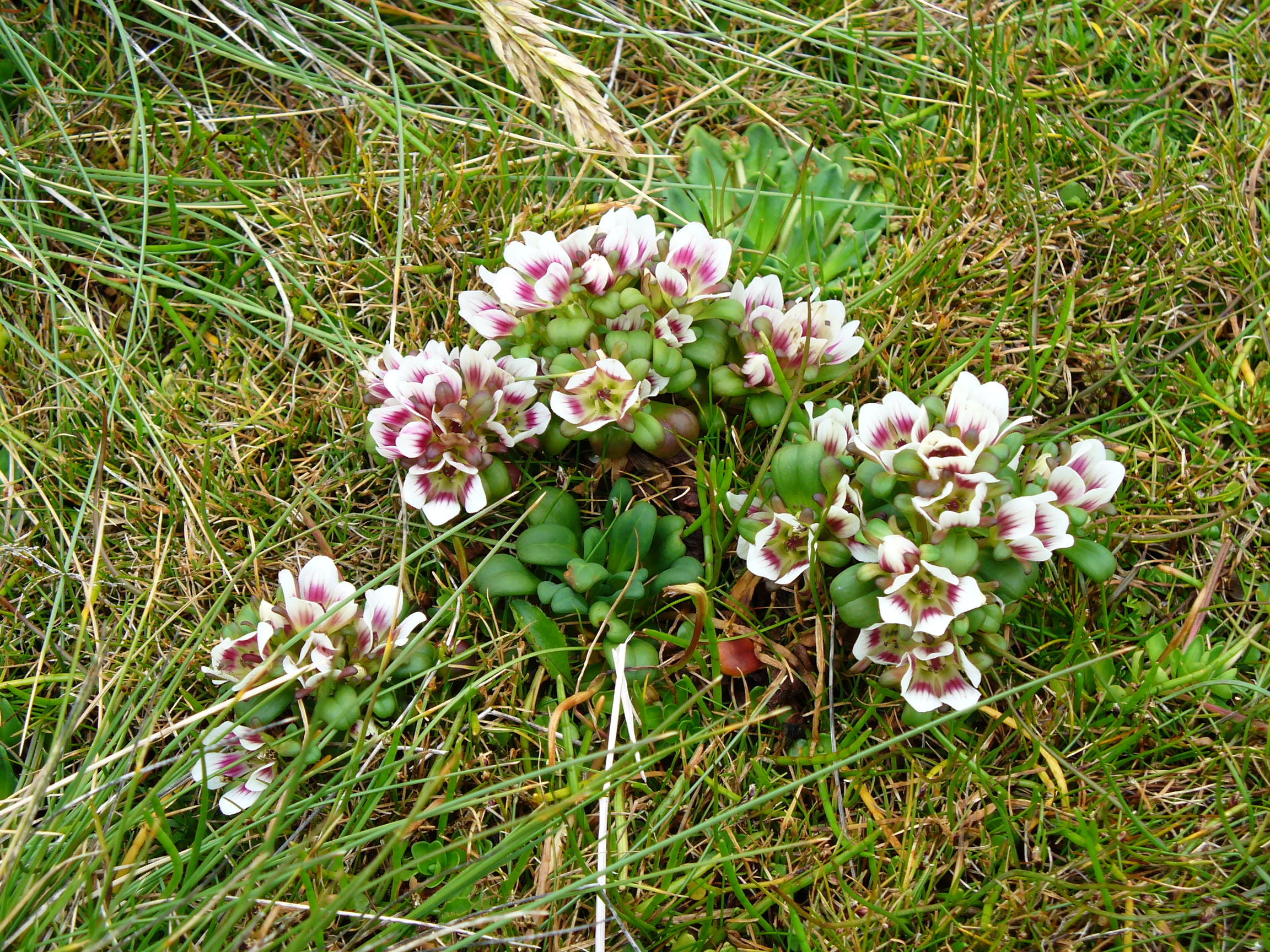
Gentianella cocinna, Enderby Island.

### Le sauvetage
Un an après le naufrage, les cinq marins se rendent à l'évidence : les secours ne viendront pas. F.E Raynal convainc alors ses compagnons de construire une barque pontée sur la base du canot du Grafton. Agrandir le petit canot en barque pontée nécessite en premier lieu de construire une forge équipée d'un soufflet, en peaux de phoque, pour transformer les pièces métalliques récupérées sur l'épave en divers outils. Les voiles seront faites par T. Musgrave à partir de celles récupérées sur le Grafton.
La barque finalement terminée ne peut contenir que trois des cinq naufragés. Le 19 juillet 1865, ils quittent l'île et, après cinq jours d'une traversée très périlleuse, Musgrave, Raynal et Alick, particulièrement mal en point, atteignent une habitation sur l'île Stewart à quelque 500 km plus au nord du groupe des Auckland. Le Flying Scud les conduit à Invercargill (au sud de la Nouvelle-Zélande) et deux jours plus tard le capitaine T. Musgrave conduit lui-même l'expédition de sauvetage de leurs deux camarades avec le petit Flying Scud car aucun autre bateau n'est alors disponible. Le voyage aller-retour dure sept semaines.
Lors du séjour des naufragés du Grafton, d'autres naufragés (du naufrage de l'Invercauld) se sont trouvés sur l'archipel. Les uns et les autres ne se sont jamais rencontrés et les autres rescapés s'en tirèrent moins bien. Les îles étaient visitées parfois par des chasseurs de phoques.

## La postérité du naufrage

### Les publications
Le journal The Southland Times (en) d'Invercargill publia pendant trois mois l'histoire des naufragés.
Un autre récit de l'expédition a été publié par le capitaine Musgrave en 1866 : Castaway on the Auckland Isles - a narrative of the wreck of the Grafton and of the escape of the crew after twenty months suffering - from the private journals of Captain Thomas Musgrave, together with some accounts of the Aucklands.
La première édition publiée par la librairie Hachette date de 1870. L'Académie française a reconnu la valeur de ce récit autobiographique en lui attribuant en 1874 le prix Monthyon (d'une valeur de 1 500 francs de l'époque), destiné à récompenser « une œuvre recommandable par son caractère d'élévation et d'utilité morales ».
Le récit de Raynal est un témoignage de courage, d'organisation et d'inventivité dans des conditions extrêmes entre un Français, un Norvégien, un Américain, un Anglais et un Portugais, ce qui n'a pas échappé aux contemporains.
Les Naufragés, ou Vingt mois sur un récif des îles Auckland devint un livre préféré des distributions de prix en fin d'année scolaire et constamment réédité jusqu'à la Première Guerre mondiale.
L'ouvrage de Raynal a été réédité un grand nombre de fois. Il a été traduit en anglais dès 1874 puis en d'autres langues (en italien et en allemand dès 1871, en anglais en 1874 et en norvégien en 1879). La 12e édition française parut en 1914 mais la 13e, grâce à Henri Ena et l'imprimeur Jean-Michel Mothes, paraît 88 ans plus tard avec une préface de Christiane Mortelier, maître de conférences l'université Victoria de Wellington, et qui s'intéresse aux écrits du XIXe siècle en français dont l'action est située en Nouvelle-Zélande. En 2011, une nouvelle publication aux Éditions de la Table Ronde, Les Naufragés des Auckland, est présentée avec une préface de Simon Leys.
La revue Le Chasse-marée, dans un article de décembre 2019 du n° 306, relate l'épisode.

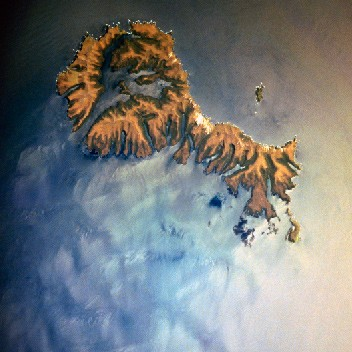
Image satellitale des îles Auckland.
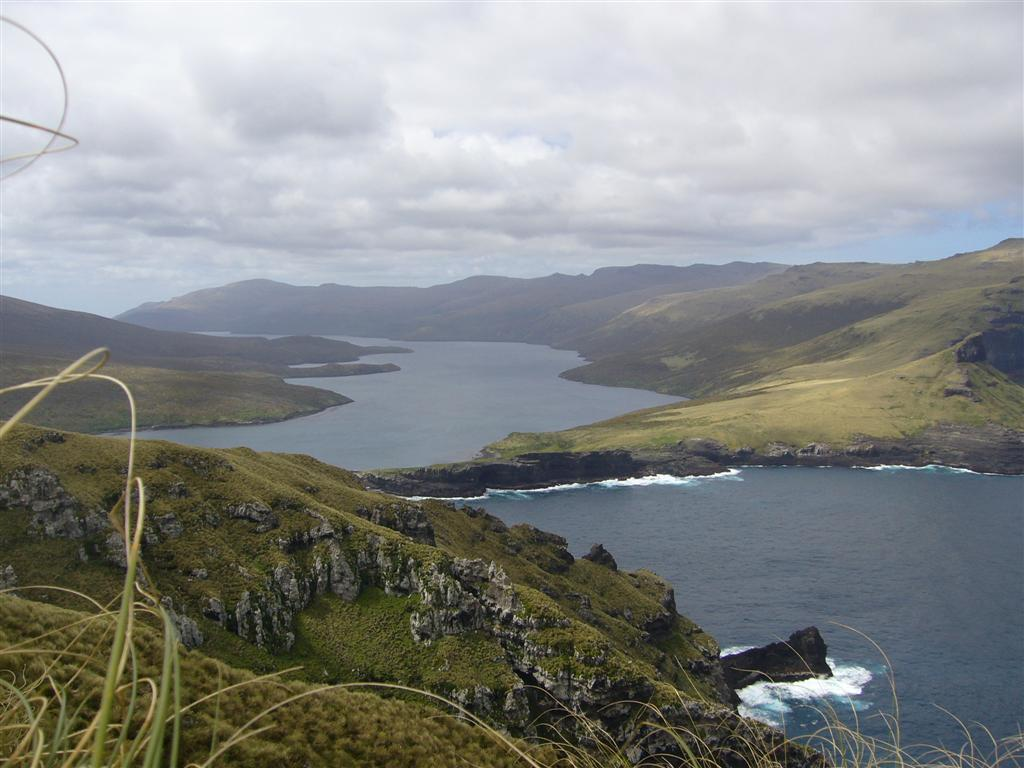
Les paysages du naufrage du Grafton, Carnley Harbour et île Adams, 2007.
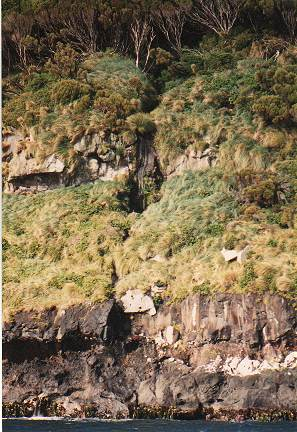
Côte Sud, île Adams.
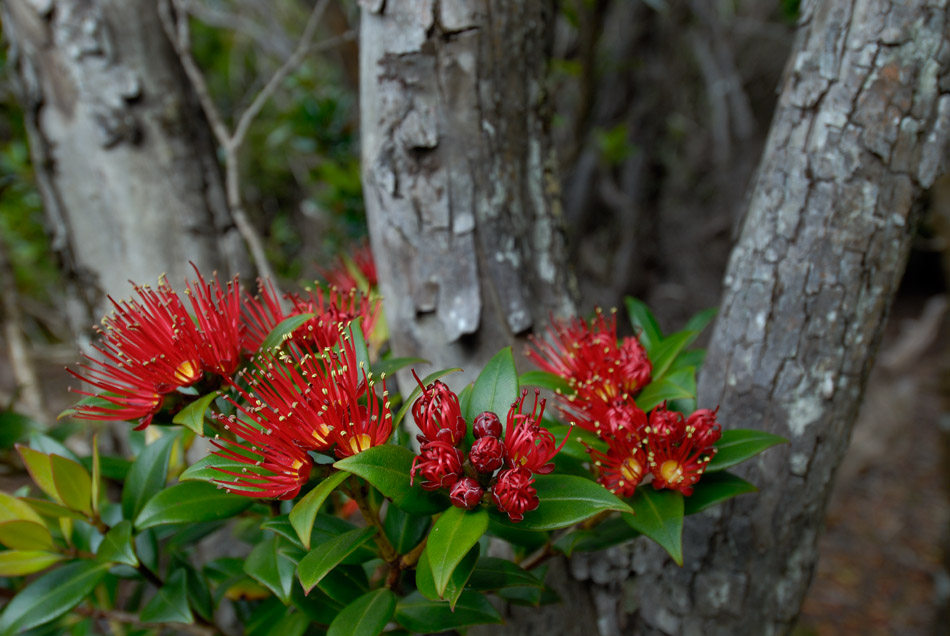
Metrosideros umbellata, Rata, des îles Auckland.

### L'Île mystérieusede Jules Verne
Jules Verne s'est inspiré de ce récit dans son roman L'Oncle Robinson, roman refusé par son éditeur Pierre-Jules Hetzel qui, repris par Verne, deviendra L'Île mystérieuse et paraît en 1874 (il fut écrit entre 1872 et 1873). Raynal est d'ailleurs cité dans la première partie du roman au chapitre VI. Les naufragés du Grafton sont au nombre de cinq et tous de nationalités différentes (américaine, française, anglaise, portugaise et norvégienne) comme les naufragés de l'air de J. Verne. Il reprend les mêmes données initiales  pour en faire un exemple de solidarité humaine au-delà de toutes les différences. On peut aussi noter que dans Deux ans de vacances, le capitaine Tom Long dirige un navire marchand nommé le Grafton.

### Les restes et les commémorations du naufrage
Les toponymes de la baie Musgrave, du mont Raynal (644 m) et de la pointe Raynal au sud d'Epigwaitt sur les îles Auckland commémorent la vie des naufragés du Grafton.
Dans les collections du Museum of New Zealand (Te Papa Tongarewa) à Wellington se trouvent des photographies, un morceau de la quille et deux boîtes.
Divers objets de cette aventure ont été offerts par F.-E. Raynal à la bibliothèque de Melbourne : une paire de bottes en peau de phoque, une aiguille à voile en os d'albatros, des soufflets de forge en peau de phoque. Certains se trouvent aujourd'hui dans la collection du muséum de Melbourne.
Une plaque commémorative est apposée dans une rue du quartier Saint-Benoît à Moissac.